# Saul Wahl
Saul Wahl Katzenellenbogen (1541 Padova – 1617 Brest-Litevsk) byl bohatý a politicky vlivný polský Žid. Dle legendy měl být krátce 18. srpna 1587 polským králem. Historicky nese přezdívku „Le roi d'un jour“ ("Jednodenní král").
Saulovým otcem byl Šmu'el Juda Katzenellenbogen. Wahl měl třináct dětí, včetně renomovaného polského rabína Me'ira Wahla Katzenellenbogena.

## Příběh
Ačkoli neexistují žádné bližší důkazy, které by dokazovzaly pravdivost Saulova příběhu o krátké anabázi polského krále, získala si tato pověst své pevné místo ve folklóru židovského národa. Verze příběhu uvedená v Židovské encyklopedii zní následovně:
V určitém okamžiku svého života si litevský šlechtic Mikuláš Kryštof Radziwill přál vykonat pokání za mnoho přestupků, kterých se dopustil v mladém věku, a proto podnikl pouť do Říma, aby se zde poradil s papežem o nejlepším způsobu pro vykoupení jeho hříchů. Papež mu doporučil propustit všechny své služebníky a vést po několik let život potulného žebráka.
Po uplynutí dané lhůty se Radziwill ocitl bez prostředků a bez peněz v Padově. Jeho prosby o pomoc byly oslyšeny a jeho tvrzení, že je kníže, byla přijata s výsměchem.
Nakonec se rozhodl apelovat na padovského rabína Šmu'ela Judu Katzenellenbogena. Žid ho přijal s patřičným respektem, zachoval se k němu velice laskavě a poskytl mu prostředky k návratu do vlasti. Při odjezdu se kníže zeptal rabína, jak mu může oplatit jeho laskavost. Ten šlechtice požádal, aby mu pomohl najít jeho syna Saula, který před lety odešel studovat do ješivy v Polsku. Po příjezdu do Polska se ptal ve všech školách, dokud nenašel Saula v Brest-Litevsku. Saulův intelekt udělal na Radziwilla hluboký dojem, a proto mu nabídl, aby nastoupil v jeho sídle, kde by mohl Saul dále studovat. Taktéž u dvora Saula silně zapůsobil a jeho pověst se rozšířila po celé zemi.
Když v roce 1586 zemřel král Štěpán Báthory, byla přízeň Poláků rozdělena mezi rod Zámojských a Zborovských. Polské právo v té době uvádělo, že trůn nesmí zůstat neobsazený po jakoukoli dobu a že v případě, že se voliči nemohou dohodnout na králi, měl by být jmenován cizinec rex pro tempore (dočasný král). Radziwill navrhl, aby byl dočasným králem jmenován Saul Wahl Katzenellenbogen, a Wahl byl do úřadu zvolen. Tradice nesouhlasí, pokud jde o délku jeho vlády. Někteří tvrdí, že vládl pouze jednu noc; jiní myslí že pár dní.

## Historičnost
Moravský historik Gustav Karpeles píše, že „historické jádro leží ukryté v legendě“, která podle něj „spočívá na historickém základu“. Mikuláš Radziwill, údajně skutečně podnikl pouť do Jeruzaléma a při zpáteční cestě byl v italské Anconě přepaden a oloupen. Jeho prosby o pomoc ignorovali všichni kromě židovského obchodníka, který jediný věřil jeho tvrzení, že je polským šlechticem. Obchodník mu poskytl finanční prostředky na návrat do Polska. Karpeles dochází k závěru, že Radziwillův příběh je v souladu s příběhem židovského příběhu a že osamělým židovským obchodníkem, který Radziwillovi pomohl, byl Šmu'el Juda Katzenellenbogen, otec Saula Wahla.